# Wojciech Materski
Wojciech Jerzy Materski (ur. 18 kwietnia 1944 w Warszawie) – polski historyk, politolog, badacz najnowszej historii powszechnej Polski, były dyrektor Instytutu Studiów Politycznych Polskiej Akademii Nauk (2004–2012), profesor nauk humanistycznych.

## Życiorys
W 1968 ukończył studia na Wydziale Historycznym Uniwersytetu Warszawskiego. W 1974 uzyskał stopień naukowy doktora, a w 1981 w Instytucie Historii UAM stopień doktora habilitowanego na podstawie rozprawy Narodziny ONZ. Idea międzynarodowej organizacji bezpieczeństwa w polityce zagranicznej ZSRR 1941–1945. W 1991 uzyskał tytuł profesora nauk humanistycznych.
W latach 1969–1973 pracownik Wydziału Dziennikarstwa i Nauk Politycznych UW, następnie Polskiej Akademii Nauk. W latach 1990–2004 kierował Katedrą Historii Europy Wschodniej w Instytucie Historii Uniwersytetu Łódzkiego, a od 2004 do 2012 był dyrektorem Instytutu Studiów Politycznych Polskiej Akademii Nauk. Zasiadał w Polsko-Rosyjskiej Grupie do Spraw Trudnych. Specjalizuje się w historii ZSRR i stosunków polsko-radzieckich, a także dziejach Gruzji i Zakaukazia oraz historii instytucji bezpieczeństwa zbiorowego. Został członkiem rady programowej Fundacji im. Janusza Kurtyki.
Jest autorem i współautorem około 600 prac, w tym 30 książek.

## Nagrody i odznaczenia
Za książkę pt. Na widecie. II Rzeczpospolita wobec Sowietów 1918-1943 otrzymał Nagrodę im. Jerzego Łojka w 2006. Odznaczony Krzyżem Komandorskim Orderu Odrodzenia Polski (2007). 23 maja 2009 Rada Polskiej Fundacji Katyńskiej nadała mu Medal Dnia Pamięci Ofiar Zbrodni Katyńskiej. W 2010 otrzymał medal „10 lat Instytutu Pamięci Narodowej”.
W styczniu 2010 Klub Jagielloński im. Św. Kazimierza przyznał mu wyróżnienie dla historyków, zajmujących się dziejami najnowszymi w ostatnim 20-leciu. W 2011 r. został odznaczony gruzińskim Orderem Honoru, w 2012 r. uzyskał Nagrodę Specjalną "Przeglądu Wschodniego" za badania nad Wschodem i w tymże roku odznaczenie "Pro Patria", w 2014 roku otrzymał Nagrodę im. św. Grzegorza Peradze
Książka Od cara do „cara". Studium rosyjskiej polityki historycznej” zwyciężyła w VII Konkursie o Nagrodę im. Janusza Kurtyki.

## Publikacje
- Polska a ZSRR 1923–1924. Stosunki wzajemne na tle sytuacji politycznej w Europie, Wrocław 1981
- Narodziny ONZ. Idea międzynarodowej organizacji bezpieczeństwa w polityce zagranicznej ZSRR 1941–1945, Warszawa 1982
- ZSRR i zbiorowe bezpieczeństwo. Liga Narodów – ONZ, Warszawa 1984
- Teheran, Jałta, San Francisco, Poczdam, Warszawa 1987
- Współpraca polsko-radziecka w kwestiach pokoju i bezpieczeństwa 1944-1987, Warszawa 1988 (współaut.)
- Bolszewicy i samuraje. Walka dyplomatyczna i zbrojna o rosyjski Daleki Wschód (1917–1925), Warszawa 1990
- ZSRR wobec problemów rozbrojenia – 1945–1985, Warszawa 1990
- Georgia rediviva. Republika Gruzińska w stosunkach międzynarodowych 1918–1921, Warszawa 1994
- Tarcza Europy. Stosunki polsko-sowieckie 1918–1939, Warszawa 1994
- Katyń. Dokumenty zbrodni, Warszawa 1995–2006 (red.)
- Kremlin versus Poland 1939–1945. Documents from the Soviet archives, Warszawa 1996 (red.)
- NKWD o Polsce i Polakach. Rekonesans archiwalny, Warszawa 1996 (red.)
- Gruzja, Warszawa 2000
- Państwo w transformacji w perspektywie XXI wieku, Warszawa 2000 (red.)
- Pobocza dyplomacji. Wymiana więźniów politycznych pomiędzy II Rzecząpospolitą a Sowietami w okresie międzywojennym, Warszawa 2002
- Na widecie. II Rzeczpospolita wobec Sowietów 1918–1943, Warszawa 2005
- Dyplomacja Polski "lubelskiej". Lipiec 1944 – marzec 1947, Warszawa 2007
- Katyń... nasz ból powszedni, Warszawa 2008
- Sowieccy dyplomaci o genezie Organizacji Narodów Zjednoczonych, Warszawa 2008
- Polska 1939–1945. Straty osobowe i ofiary represji pod dwiema okupacjami, Warszawa 2009 (red. - wspólnie z Tomaszem Szarotą)
- Mord Katyński. Siedemdziesiąt lat drogi do prawdy, Warszawa 2010
- Katyń. Od Kłamstwa ku prawdzie, Warszawa 2012
- Współkonstruktorzy ładu powojennego. Konferencje Narodów Zjednoczonych 1943-1945, Warszawa 2015
- Od cara do „cara”. Studium rosyjskiej polityki historycznej, Warszawa 2017
- Węzeł polsko-białoruski 1918-1921. Dokumenty i materiały, Warszawa 2018 (wybór i opracowanie)
- Pięć kłamstw Lenina. Rosja po przewrocie bolszewickim. Propaganda a rzeczywistość, Warszawa 2019
- Od „eksportu rewolucji” do „finlandyzacji”. Sowiecko-fiński spór terytorialny 1917-1991, Warszawa 2019
- W obronie piędzi rodzimej ziemi. Estońsko-sowiecki/rosyjski spór terytorialny 1917-2018, Warszawa 2020
- Pamięć ziem historycznych. Łotewsko-sowiecki/rosyjski spór terytorialny 1917-2007(2020), Warszawa 2022
- Władze RP na uchodźstwie. Cele wojenne i zarys odbudowy państwa 1939-1945, Warszawa 2023